# Pinanga andamanensis
Pinanga andamanensis är en enhjärtbladig växtart som beskrevs av Odoardo Beccari. Pinanga andamanensis ingår i släktet Pinanga och familjen Arecaceae.
Artens utbredningsområde är Andamanerna. Inga underarter finns listade i Catalogue of Life.